# Ombudsråd
Ombudsråd var 1713-1719 benämning på cheferna för Kunglig Majestäts kanslis statsexpeditioner.
Kansliet bestod av revisionsexpeditionen och fem statsexpeditioner. Av de fem statsexpeditionerna tre inrikes (krigsexpeditionen, kammarexpeditionen och handels- och finansexpeditionen) och två utrikes. De två utrikesexpeditionerna benämndes första utrikesexpeditionen och tyska utrikesexpeditionen. Den sistnämnda handhade ärenden rörande Danmark och de tyska staterna, tysk-romerska riket, Ungern, Schweiz och Italien; den förstnämnda övriga stater.
Ombudsrådet hade till uppgift att bereda, för kungen föredra och expediera ärendena samt egen initiativrätt i de under hans expedition hörande frågorna. Ombudsrådet företräddes vid förfall av underlydande statssekreterare eller sekreterare. Efter 1719 övertog statssekreterarna rollen som expeditionschefer.